# 九州産交観光

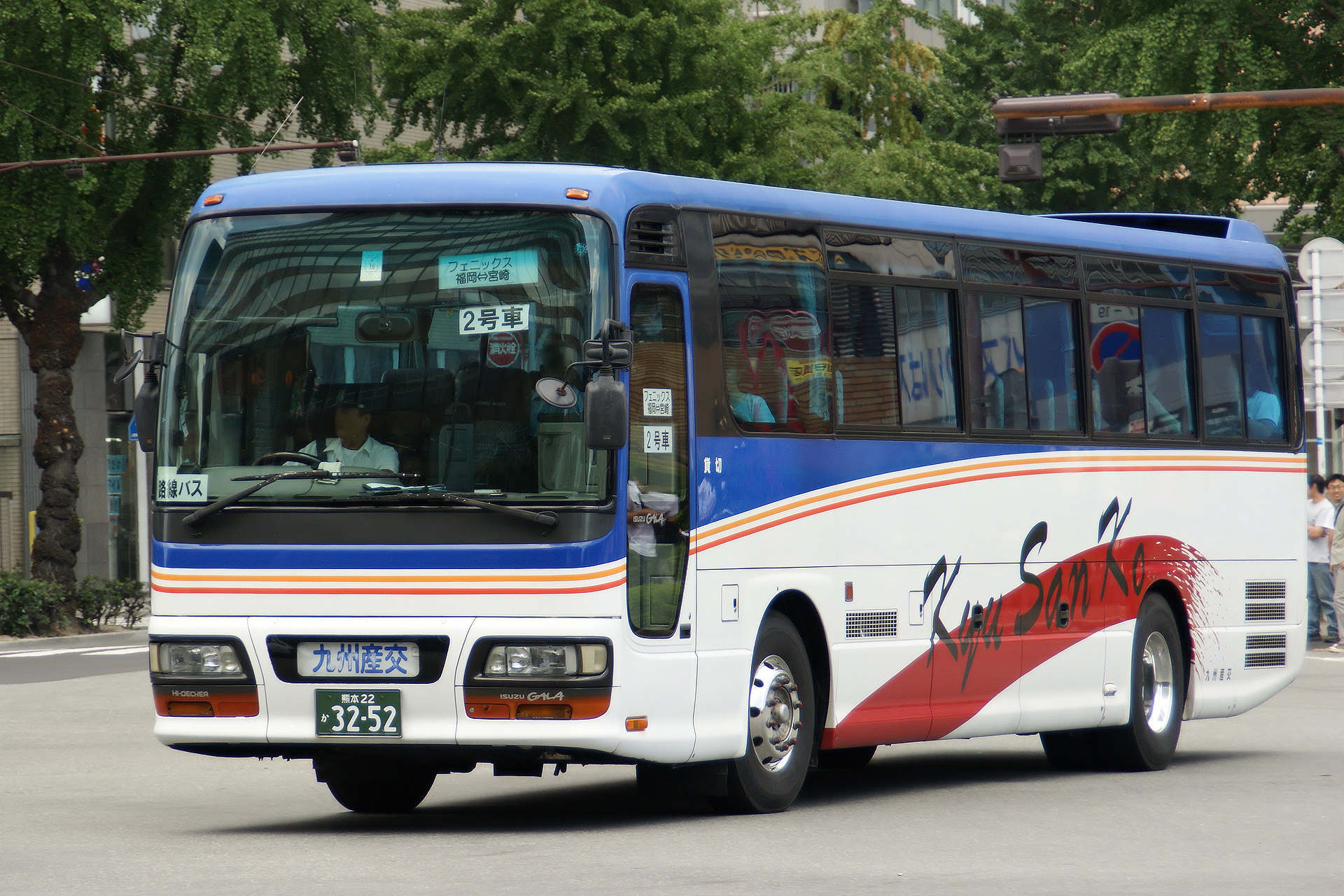
九州産交観光（現在は九州産交バス）の車両

九州産交観光株式会社（きゅうしゅうさんこうかんこう）は、かつて存在した熊本県熊本市に本社を置く九州産業交通ホールディングス傘下である九州産交バスの完全子会社であり、貸切バス専業の事業者である。
2015年10月1日を以って親会社の九州産交バスに経営統合した事により解散・消滅した。

## 沿革
- 1942年8月17日 - 九州産業交通株式会社設立。路線バス事業・貸切バス事業ともに営業開始。
- 1964年2月 - 九州産業交通の子会社として、貸切バス専業の大阿蘇観光バス株式会社を設立。
- 1984年9月 - 九州産交観光株式会社（第1次）を設立。九州産業交通より小型貸切バス事業のほか、乗合バス事業の一部を承継。
- 1986年10月 - 九州産交観光株式会社（第1次）を産交観光バス株式会社に改称し、新たに九州産交観光株式会社（第2次）を設立。九州産業交通直営の大型貸切バス事業を承継。このことから貸切バス事業完全分離により本体は高速･快速バス等や定期観光バスを含む路線バス事業全般のみに専念する。
- 1999年10月 - 九州産交観光株式会社（第2次）を解散。事業は新たに九州産交観光株式会社（第3次）を設立し承継。
- 2000年5月 - 九州産交観光株式会社（第2次）の清算結了。
- 2005年4月 - 九州産交グループ内の事業再構築に伴い、大阿蘇観光バス株式会社を存続会社として九州産交観光株式会社（第3次）を吸収合併するとともに、産交観光バス株式会社ほかの貸切バス事業をすべて統合。同時に、大阿蘇観光バス株式会社は社名を「九州産交観光株式会社」に変更。
- 2015年9月30日 - 親会社で路線バス事業を営む九州産交バスに経営統合される事になり、この日を以って九州産交観光としての営業を終了。当社第1次設立から数えて31年の歴史に幕が下りる。
- 2015年10月1日 - 九州産交バスに業務継承。九州産交バス貸切バス事業部となる。

## 廃止時点での営業所
本社・熊本営業所
- 熊本県熊本市西区小島8丁目[1]

営業部
- 天草営業所 — 熊本県天草市北浜町
- 大牟田営業所

このほか熊本県内においては八代・松橋・大津・山鹿・玉名・人吉・水俣に車両拠点があった。

## 乗合バス事業（廃止代替バス）について
沿革においても述べてあるように、1984年9月に発足した九州産交観光株式会社（第1次）＜1986年10月に第2次発足時に産交観光バス株式会社に社名変更＞においては、小型貸切バス事業の他に乗合バス事業もおこなっていた。内容として、山間地域などにおける定期路線を中心とするかつては親会社の九州産業交通が運行していた不採算路線を一旦廃止した後に、沿線自治体等の補助により運行が継続されるようになった路線（廃止代替バス）も当社が継承していた。尚、これらは通常の一般路線バスとは異なり、自治体等による路線運営においてそれらを当社に委託する形が取られている事から、事実上は一般路線バスと同じであるが、形式ならびに法令上においては『貸切バス』という扱いであった。2005年4月の事業再構築に伴い、産交観光バスの乗合バス事業を、県内の一般路線バス事業を運営するローカル子会社（天草産交・熊北産交・熊南産交）と統合される事となり、熊南産交を存続会社とし、本社所在地を産交観光バスに継承するとした上で、産交バス株式会社が発足。発足と同時に乗合バス事業の業務を同社に継承した。

### かつて存在した営業所
- 熊本営業所　※熊本交通センター（現在の熊本桜町バスターミナル）～ひのくにランド（現在の宇土体育センター）線・平木橋線　　・・・他
- 阿蘇営業所
- 菊池営業所
- 小国営業所
- 南関営業所　※のちに熊北産交玉名営業所に統合されている
- 三角営業所

※このほか、県内全域全て（九州産業交通本体直営ならびにローカル子会社（熊北・熊南・天草））の営業所にも当社の営業所を併設し、一部の路線を継承していた。